# تنبولة (أرزوئية)
تنبولة (بالفارسية: تنبوله) هي قرية تقع في إيران في Arzuiyeh Rural District.